# Effingham (Illinois)
Effingham − miasto w położone w środkowej części Stanów Zjednoczonych, w stanie Illinois, w hrabstwie Effingham (jego stolica).

## Transport drogowy
Przez Effingham przebiegają: Interstate 55 i Interstate 57.

## Pożar
4 kwietnia 1949 w wyniku pożaru w miejskim szpitalu św. Antoniego zginęło wiele osób.

## Demografia
źródła: